# Сэкигути-рю
Сэкигути-рю (яп. 関口流 «школа Сэкигути»), также известное как Синсин-рю (яп. 新心流) или Сэкигути Син Син-рю (яп. 関口新心流) — классическое японское боевое искусство (корю), основанное в середине XVII века и включающее в себя техники кэндзюцу, иайдзюцу, дзюдзюцу и кюсёдзюцу.

## История
Школа Сэкигути-рю была основана примерно в 1640 году Сэкигути Ярокуэмоном Удзимунэ (яп. 關口彌六右衛門柔心, 1598—1670), более известным под именем Сэкигути Дзюсин («мягкое сердце»). Создатель стиля был представителем Сэйва Гэндзи рода Имагава, известного и сильнейшего клана в период Сэнгоку. Тётка Сэкигути Ярокуэмона была женой Токугавы Иэясу. После поражения семьи Имагава в битвах против Оды Нобунага, Дзюсин решил посвятить свою жизнь изучению боевых искусств. Он покинул родовой замок и ушёл в гору Атаго, где проходил интенсивную физическую и духовную подготовку. Результатом этих тренировок стало создание школы Сэкигути-рю, и слава о страннике и его стиле начала быстро распространяться по всей Японии.
Дзюсин Сэкигути, а впоследствии и его потомство, стал «Горюги Сиханом» для главы княжества Кисю (современная префектура Вакаяма) и самураем Токугавы Ёринобу после личной встречи. Это привело к тому, что он стал фаворитом династии Токугава. Даже восьмой сёгун, Токугава Ёсимунэ, практиковал методы школы Сэкигути-рю и получил мэнкё кайдэн.
После реставрации Мэйдзи княжества были распущены, большинство замков разрушены, а самураи утратили свой статус и работу. Это также привело и к вымиранию многих школ боевых искусств. В это время сокэ Сэкигути-рю в 10-м поколении являлся Сэкигути Удзитанэ (яп. 氏胤 関口). Он не желал, чтобы семейная традиция канула в летах, и по этой причине содействовал развитию и распространению боевого искусства своей семьи. Сэкигути Удзитанэ активно принимал участие в крупнейшей организации боевых искусств в Японии — Дай Ниппон Бутокукай, в которой он, благодаря своим стараниям, получил наивысшую награду «Хан Си» (яп. 範士).
После Сэкигути Удзитанэ, 11-й сокэ Манпэи (яп. 万平), а затем и 12-й, Ёситаро (яп. 芳太郎 関口), продолжали сохранять и распространять семейное боевое искусство. Однако во время Второй Мировой войны многие из документов школы (дэнсё, мокуроку и т.п.), содержащих историю и методы стиля, погибли в пожарах от бомбардировок. Кроме того, оккупанты США не позволяли японцам заниматься боевыми искусствами, что привело к вымиранию большого количества различных школ. Долгое время Ёситаро был вынужден кормить семью и не тренировался около 15-и лет. После окончания войны он, совместно со своим старшим учеником Фудзимурой Сигэру (яп. 藤村 茂), восстановил искусство и передал его сегодняшнему сокэ в 13-м поколении Сэкигути Ёсио (яп. 関口 芳雄).
В настоящее время Ёсио-сэнсэй проводит тренировки по традиционному Сэкигути-рю дзюдзюцу в организации Кодокан. Он входит в состав Нихон Кобудо Кёкай, а также Ниппон Кобудо Синко Кай (англ. Nippon Kobudo Shinko Kai) и участвует в Энбу Таикай (яп. 演武大会) и демонстрациях Ниппон Будо Кай в городе Токио.

## Техника школы
Сэкигути-рю — комплексное корю, сого будзюцу, включающее в свою программу обучения техники кэндзюцу, дзюдзюцу и иайдзюцу.
Стиль школы довольно дикий и жёсткий, особенно в сравнении с другим популярным на то время стилем Ягю Синкагэ-рю, также фаворита сёгуната Токугава. Несмотря на то, что сами крупнейшие феодалы Японии практиковали Сэкигути-рю, школа Ягю Синкагэ-рю отвечала за безопасность даймё. Возможно, именно по этой причине её ката являются такими бесшумными и изящными, призванными не нарушать спокойствия даймё в то время, как он отдыхает. Сэкигути-рю же отличается более громким стилем исполнения, особенно известен её взрывной киай «Ииээйй!», как будто говорящий: «Если я проснулся, вы тоже не должны спать!».
Все методы Сэкигути-рю основаны на использовании мягкой силы. Программа дзюдзюцу состоит из следующих ката:
- Тэцу Дзуки (яп. 手続き) — 20 техник;
- Катамэ (яп. 片目) — 7 техник;
- Тати Ай (яп. 立合い) — 6 техник;
- Куми Ай (яп. 組合) — 10 техник;
- Дзико Но Аямари (яп. 自己の誤った) — 7 техник;
- Когусоку (яп. 小具足) — 20 техник.

Освоение знаний Сэкигути-рю начинается с изучения первой и основной техники школы под названием «Ёрю» (англ. Youryu) ката Тэцу Дзуки, являющейся разновидностью сидячей борьбы в доспехах. Следующим уровнем является практика Катамэ, Тати Ай и Куми Ай. После них изучается Дзико Но Аямари. Оружие до этого момента не применяется. При изучении Когусоку используется бамбуковый синай, обтянутый кожей.
Иайдзюцу подразделяется на:
- Омотэ — 6 техник;
- Тюдан — 5 техник;
- Татиай — 5 техник.

Кэндзюцу школы состоит из 3 ката, методы которых сохраняют свои традиции ещё со времён периода Сэнгоку и направлены на поражение слабых мест в защите противника.
В общей сложности программа Сэкигути-рю состоит из 89-и техник, которые и практикуются на сегодняшний день.

## Генеалогия
Основная линия передач школы Сэкигути-рю выглядит следующим образом:
1. Сэкигути Ярокуэмон (Дзюсин) Удзимунэ, основатель;
2. Сэкигути Хатиродзаэмон Удзинари старший сын Дзюсина;
3. Сэкигути Манэмон Удзихидэ, второй сын Хатирозаэмона;
4. Сэкигути Ятаро Удзисато;
5. Сэкигути Мануэмон Удзикадзу;
6. Сэкигути Гэки Удзимото;
7. Сэкигути Манпэи Удзинори;
8. Сэкигути Манэмон Удзисато;
9. Сэкигути Маннодзо Удзитакэ;
10. Сэкигути Дзюсин;
11. Сэкигути Манпэи;
12. Сэкигути Ёситаро;
13. Сэкигути Ёсио, текущий глава школы.